# Alexandra Paul
Alexandra Paul (New York, 29 luglio 1963) è un'attrice, attivista ed ex modella statunitense, nota soprattutto per la sua interpretazione di Stephanie Holden, tra il 1992 e il 1997, nella serie televisiva Baywatch.

## Biografia
Oltre a Baywatch, è apparsa in film tv della serie Perry Mason, nel telefilm Melrose Place, nel TV movie Dangerous Isolation, in Miliardi (1991) e in 50 e più film e programmi televisivi. Nel 1983 ha partecipato al film Christine - La macchina infernale, recitando nel ruolo di Leigh Cabot.

### Attivismo politico
È un'attivista politica, tanto che nel marzo 2003, in un'azione di disobbedienza civile, è stata arrestata per cinque giorni. Fa parte di un'associazione - Plug in America - che si occupa di promuovere la vendita di automobili elettriche, ha anche partecipato al documentario Chi ha ucciso l'auto elettrica?. Ha una sorella gemella, di nome Caroline.

## Filmografia

### Cinema
- American Nightmare, regia di Don McBrearty (1983)
- Christine - La macchina infernale (Christine), regia di John Carpenter (1983)
- Just the Way You Are, regia di Édouard Molinaro (1984)
- Il vincitore (American Flyers), regia di John Badham (1985)
- 8 milioni di modi per morire (8 Million Ways to Die), regia di Hal Ashby (1986)
- La retata (Dragnet), regia di Tom Mankiewicz (1987)
- After the Rain, regia di Harry Thompson (1988)
- It's Cool to Care, regia di D.J. Caruso (1988) - corto
- Miliardi, regia di Carlo Vanzina (1991)
- In Between, regia di Thomas Constantinides (1991)
- Poliziotto in blue jeans (Kuffs), regia di Bruce A. Evans (1992)
- La donna camaleonte (Prey of the Chameleon), regia di Fleming B. Fuller (1992)
- Trafficanti di morte (Sunset Grill), regia di Kevin Connor (1993)
- Porte aperte al delitto (The Paper Boy), regia di Douglas Jackson (1994)
- Nothing to Lose, regia di Izidore K. Musallam (1994)
- Cyber Bandits, regia di Erik Fleming (1995)
- Spia e lascia spiare (Spy Hard), regia di Rick Friedberg (1996)
- In fuga dal nulla (House of the Damned), regia di Scott P. Levy (1996)
- Kid Cop, regia di Robert Malenfant (1996)
- Kiss & Tell, regia di Jordan Alan (1997)
- Naked in the Cold Sun, regia di Helene Udy (1997)
- 12 Bucks, regia di Wayne Isham (1998)
- Un volto dal passato (Revenge), regia di Marc S. Grenier (2000)
- Papà, comando io! (The Brainiacs.Com), regia di Blair Treu (2000)
- For the Love of May, regia di Mary Beth McDonough (2000) - corto
- Above & Beyond, regia di Stuart Alexander (2001)
- 10 Attitudes, regia di Michael O. Gallant (2001)
- Una vita quasi perfetta (Facing the Enemy), regia di Robert Malenfant (2001)
- Diario di un'ossessione intima (Diary of a Sex Addict), regia di Joseph Brutsman (2001)
- Breaking Up Really Sucks, regia di Jennifer McGlone (2001) - corto
- Sangue in copertina (Exposure), regia di David Blyth (2001)
- Una seconda possibilità (Redemption of the Ghost), regia di Richard Friedman (2002)
- In fuga dalla legge (A Woman Hunted), regia di Morrie Ruvinsky (2003)
- The Phone Ranger, regia di David Brownstein (2005) - corto
- Tru Loved, regia di Stewart Wade (2008)
- Murder.com, regia di Rex Piano (2008)
- He's Such a Girl, regia di Sean Carr (2009)
- Family of Four, regia di John Suits (2009)
- Benny Bliss and the Disciples of Greatness, regia di Martin Guigui (2009)
- Christmas Crash, regia di Terry Ingram (2009)
- In My Sleep, regia di Allen Wolf (2010)
- The Boy She Met Online, regia di Curtis Crawford (2010)
- Javelina, regia di Barry Tubb (2011)
- 16-Love, regia di Adam Lipsius (2012)
- A Beer Tale, regia di Lee Roy Kunz (2012)
- Dinner at Le Cruel, regia di Peter Hyoguchi (2014)

### Televisione
- Paper Dolls, regia di Edward Zwick - film TV (1982)
- Miss Superfisico (Getting Physical), regia di Steven Hilliard Stern - film TV (1984)
- I viaggiatori delle tenebre (The Hitchhiker) - serie TV, 1 episodio (1987)
- Out of the Shadows, regia di Willi Patterson - film TV (1988)
- Perry Mason: Arringa finale (Perry Mason: The Case of the Lethal Lesson), regia di Christian I. Nyby II - film TV (1989)
- Perry Mason: Partitura mortale (Perry Mason: The Case of the Musical Murder), regia di Christian I. Nyby II - film TV (1989)
- Perry Mason: Campioni senza valore (Perry Mason: The Case of the All-Star Assassin), regia di Christian I. Nyby II - film TV (1989)
- Le ragazze dei Lakers (Laker Girls), regia di Bruce Seth Green - film TV (1990)
- Baywatch - serie TV, 92 episodi (1992-1997)
- Johnny Bago - serie TV, 1 episodio (1993)
- Death Train, regia di David Jackson - film TV (1993)
- Baywatch - Corsa contro il tempo (Baywatch: Race Against Time), regia di Gregory J. Bonann - film TV (1993)
- Piranha - La morte viene dall'acqua (Piranha), regia di Scott P. Levy - film TV (1995)
- Operazione Rembrandt (Night Watch), regia di David Jackson - film TV (1995)
- La gioia più grande (Mixed Blessings), regia di Bethany Rooney - film TV (1995)
- Baywatch - Vacanze pericolose (Baywatch: Forbidden Paradise), regia di Douglas Schwartz - film TV (1995)
- Daytona Beach, regia di Alan J. Levi - film TV (1996)
- Codice d'emergenza (L.A. Firefighters) - serie TV, 7 episodi (1996-1997)
- La metà ignota (Echo), regia di Charles Correll - film TV (1997)
- Baywatch Nights - serie TV, 1 episodio (1997)
- Love Boat - The Next Wave - serie TV, 1 episodio (1998)
- La sfida di Artù (Arthur's Quest), regia di Neil Mandt - film TV (1999)
- Melrose Place - serie TV, 8 episodi (1999)
- Chicken Soup for the Soul - serie TV, 1 episodio (2000)
- Green Sails, regia di Whitney Ransick - film TV (2000)
- Volo 534 - Panico ad alta quota (Rough Air: Danger on Flight 534), regia di Jon Cassar - film TV (2001)
- Baywatch - Matrimonio alle Hawaii (Baywatch: Hawaiian Wedding), regia di Douglas Schwartz - film TV (2003)
- She Spies - serie TV, 1 episodio (2003)
- Saving Emily, regia di Douglas Jackson - film TV (2004)
- Landslide - La natura si ribella (Landslide), regia di Neil Kinsella - film TV (2005)
- Tradimento e vendetta (A Lover's Revenge), regia di Douglas Jackson - film TV (2005)
- Dangerous Isolation (Trapped!), regia di Rex Piano - film TV (2006)
- Disaster Zone - Vulcano a New York (Disaster Zone: Volcano in New York), regia di Robert Lee - film TV (2006)
- La nemica della porta accanto (Love Thy Neighbor), regia di Paul Schneider - film TV (2006)
- Gospel of Deceit, regia di Timothy Bond - film TV (2006)
- Shockwave - L'attacco dei droidi (A.I. Assault), regia di Jim Wynorski - film TV (2006)
- Fantasmi dal passato (Demons from Her Past), regia di Douglas Jackson - film TV (2007)
- Mad Men - serie TV, 1 episodio (2008)
- A Sister's Secret, regia di Anthony Lefresne - film TV (2009)
- Binky - serie TV, 1 episodio (2010)
- Betrayed at 17, regia di Doug Campbell - film TV (2011)
- Christmas Spirit, regia di David DeCoteau - film TV (2011)
- Love at the Christmas Table, regia di Rachel Goldenberg - film TV (2012)
- Mentor, regia di Jason Stuart – cortometraggio TV (2014)
- Firequake, regia di Geoff P. Browne (2014)
- Escaping My Stalker, regia di Linden Ashby – film TV (2020)

## Doppiatrici italiane
Nelle versioni in italiano dei suoi film, Alexandra Paul è stata doppiata da:
- Roberta Greganti in Baywatch, Baywatch - Corsa contro il tempo, Baywatch - Vacanze pericolose, Baywatch - Matrimonio alle Hawaii, Landslide - La natura si ribella, Dangerous Isolation
- Anna Cesareni in Perry Mason: Arringa finale, Perry Mason: Partitura mortale, Perry Mason: Campioni senza valore
- Alessandra Korompay in Sangue in copertina, Piranha - La morte viene dall'acqua, Volo 534 - Panico ad alta quota
- Cristina Boraschi in Operazione Rembrandt, Tradimento e vendetta
- Cristiana Lionello in Christine - La macchina infernale
- Micaela Esdra in Il vincitore
- Emanuela Rossi in 8 milioni di modi per morire
- Simona Izzo in La retata
- Serena Verdirosi in Miliardi
- Stefanella Marrama in Diario di un'ossessione intima
- Emilia Costa in Death Train
- Laura Boccanera in La metà ignota
- Rosalba Caramoni in La sfida di Artù
- Tiziana Avarista in Fantasmi dal passato
- Isabella Pasanisi in Mad Men
- Roberta Pellini in Le ragazze dei Lakers